# 179 (число)
179 (Сто сімдеся́т де́в'ять) — натуральне число між  178 та  180.
- 179 день в році — 28 червня (у високосний рік 27 червня).

## У математиці
- 41-е просте число
- 14-е просте число Софі Жермен

## В інших галузях
- 179 рік, 179 до н. е.
- NGC 179 — галактика в сузір'ї Кит.
- У будь-якому календарному році (і високосному, і звичайному) 179 парних дат.